# Luca D’Ascanio
Luca D’Ascanio (* 1961 in L’Aquila) ist ein italienischer Drehbuchautor und Filmregisseur.

## Leben
D’Ascanio war seit den 1980er Jahren Mitarbeiter von Pino Quartullo; so schrieb er beispielsweise für dessen Kurzfilme und das Drehbuch zu Le donne non vogliono più. Auch für andere Regisseure war er tätig. 1993 und 1996 inszenierte er jeweils eine Episode für Ottantametriquadrati resp. Intolerance.
Hauptsächlich liefert D’Ascanio Drehbücher für Fernsehspiele. Im Kino debütierte er als Regisseur eines abendfüllenden Filmes 2002, in dem er selbst auch spielte.

## Filmografie (Auswahl)

### Regie
- 2002: Bell’amico

### Drehbuch
- 1999: Unter der Sonne Afrikas (Sotto il cielo dell’Africa) (Fernsehfilm)